# Vladislav Listyev

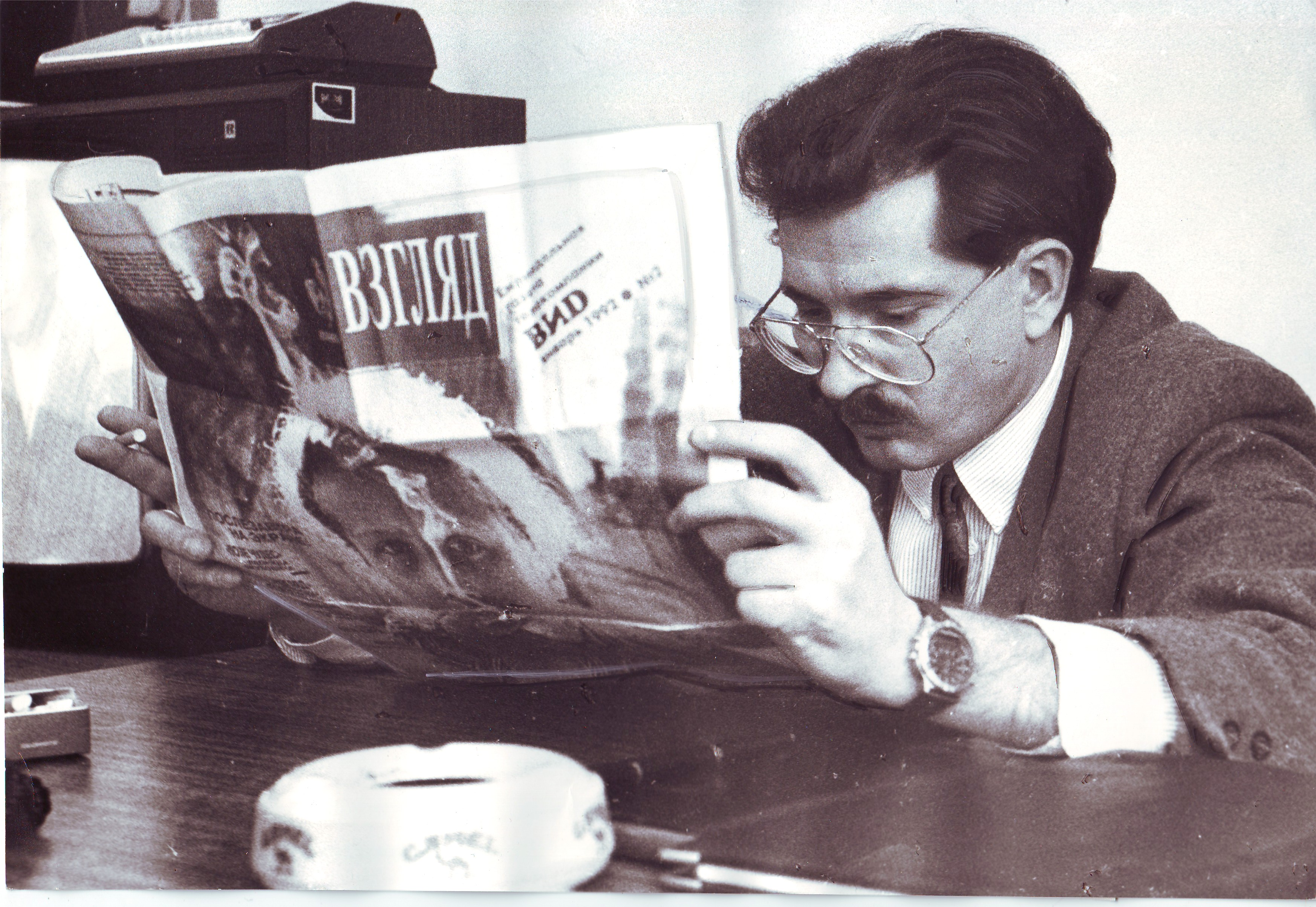

Vladislav Nikolayevich Listyev (em russo: Владислав Николаевич Листьев, Moscovo, 10 de maio de 1956 — Moscovo, 1 de março de 1995) foi um jornalista russo.